# Angel (tegneseriefigur)
 For alternative betydninger, se Angel (flertydig). (Se også artikler, som begynder med Angel)
Angel er en amerikansk tegneserie-figur skabt af Stan Lee og Jack Kirby. Angel optrådte første gang i tegneserien X-Men 1 i 1964, som en af Professor X' oprindelige X-Men.
Angel (Warren Kenneth Worthington III) er mangemillionær, ejer af Worthington Industries, en superhelt/superskurk (afhængigt af tidslinjen) og mutant fra Marvel-universet. Han er pt. medlem af X-Men, hvor han også startede sin superheltekarriere, og er tidligere medlem af heltegrupperne X-Factor, Defenders, Champions samt skurkegruppen Four Horsemen. Hans officielle kodenavn er Archangel, men siden hans vinger voksede ud igen, har han flirtet med sit gamle kodenavn Angel (selvom han typisk i X-Men-tegneserien bliver kaldt ved sit fornavn, Warren).

## Kræfter og evner
Angels primære evne er, at være i stand til at flyve ved hjælp af sine vinger, som sidder ved skulderbladene. Disse vinger er stærke nok til at gøre Angel i stand til at bære mindst to gange sin egen kropsvægt, udover ham selv (han vejer lige omkring 70 kg), men er samtidigt så fleksible, at han kan presse dem helt ind til sin ryg og ben, således at han kan skjule dem under sit tøj, men kun lille bule synlig. Ligesom hos en rigtig fugl, er alle hans knogler hule, for at kunne gøre ham i stand til at flyve. Han forbrænder mad langt bedre end normale mennesker, og besidder absolut intet fedt på kroppen. Hans muskelmasse er også større end hos et normalt menneske. Angels øjne er specielt "designet" til at kunne modstå vindmodstanden, når han flyver med høje hastigheder, som ellers ville skade et normalt menneskes øje, og hans lunger er ligeledes designet til at kunne udvinde ilten under flyveture i høje højder og store hastigheder.
Selvom han generelt flyver under højden af skyerne, så kan han nå den dobbelte højde, uden besvær. Ved sit absolutte maximum, kan han nå højden af Mount Everest, der er over havoverfladen (næsten 9000 meter højt), hvilket er det højeste man nogensinde har målt en fugl har været i stand til at flyve. Han kan dog kun flyve i denne højde i få minutter. Han kan, uden anden hjælp, flyve non-stop i cirka et halvt døgn.
Angel har haft en sekundær mutation, som gav hans blod evnen til at hele det den kommer i kontakt med, og eftersom det naturligvis strømmer i Warrens årer, betyder det også at Warren har fået en form for helefaktor, der gør, at han heler hurtigere end et normalt menneske, men dog ikke lige så hurtigt som Wolverine eller Sabretooth. Han kan også hele andre mennesker, ved at blande sit eget blod med deres, dog gælder dette kun, hvis deres blodtype passer sammen. Denne evnes styrke varierer dog. Nogle gange kan han ikke redde de dødeligt sårede, andre gange kan han genoplive de nyligt afdøde.
Warren tilhører muligvis en race af englemutanter kaldet Cheyararfim, som stammer helt tilbage fra bibelske tider. Denne mistanke skyldes, at engang Nightcrawler var såret, prøvede Warren at hele ham med sit blod. Dette gjorde dog kun skaden værre. Eftersom Nightcrawlers far, Azazel, tilhører en race af dæmonmutanter kaldet Neyaphem, hvis kroppe begynder at bryde sammen, hvis de kommer i kontakt med en Cheyararfims helende blod, så ville det kun være logisk, at Nightcrawlers krop ville gøre det samme. Derfor kan det antages, at Angel er en Cheyararfim (dette er dog aldrig blevet bevist, og er muligvis ikke canon).